# Saint-Inglevert
Saint-Inglevert là một xã ở tại tỉnh Pas-de-Calais trong vùng Hauts-de-France của Pháp.

## Địa lý
Saint-inglevert có cự ly khoảng 12 dặm (19 km) về phía bắc Boulogne, tại giao lộ của các tuyến đường D244 với tuyến A16 autoroute.

## Dân số
| 1962                                                         | 1968 | 1975 | 1982 | 1990 | 1999 | 2006 |
| ------------------------------------------------------------ | ---- | ---- | ---- | ---- | ---- | ---- |
| 405                                                          | 433  | 450  | 420  | 502  | 539  | 683  |
| Số liệu điều tra dân số từ năm 1962, dân số chỉ tính một lần |      |      |      |      |      |      |

## Địa điểm nổi bật
- Nhà thờ St.Barnabé thế kỷ 16.